# 1995年カタール・エクソンモービル・オープン
1995年カタール・エクソンモービル・オープン (1995 Qatar ExxonMobil Open)は1995年1月2日から1月9日にかけてカタール・ドーハにて開催されたATPツアーワールドシリーズ大会である。

## 優勝

### 男子シングルス
ステファン・エドベリ def.  マグヌス・ラーソン, 7–6(4), 6–1
- 前年優勝者のエドベリが連覇し、 シーズン1度目、ツアー通算42度目のシングルスタイトルを獲得した。

### 男子ダブルス
ステファン・エドベリ /  マグヌス・ラーソン def.  アンドレイ・オルホフスキー /  ヤン・シーメリンク, 7–6, 6–2